# Manfred Müller (vescovo)
Manfred Müller (Augusta, 15 novembre 1926 – Mallersdorf-Pfaffenberg, 20 maggio 2015) è stato un vescovo cattolico tedesco.

## Biografia
Nasce il 15 novembre 1926 nel comune tedesco di Augusta.

### Formazione e ministero sacerdotale
Frequenta la scuola elementare e la scuola media, ora Holbein Gymnasium, nella sua città natale. Nel 1943 viene arruolato nell'esercito ed è costretto a prendere parte come soldato alla seconda guerra mondiale, viene catturato dall'esercito britannico, dal quale è rilasciato nel 1946.
Decide quindi di seguire la sua vocazione sacerdotale, e studia teologia alla Herzogliches Georgianum presso l'Università Ludwig Maximilian di Monaco. Viene ordinato presbitero il 24 giugno 1952. Inizialmente è cappellano a Starnberg, insegnando per sette anni presso la scuola professionale di Augusta, tre presso la scuola secondaria di Lindenberg, sei nell'Holbein Gymnasium della città natale ed in seguito ricopre la carica di consulente specializzato per l'insegnamento della religione cattolica nel sud della Baviera.

### Ministero episcopale
Il 3 gennaio 1972 papa Paolo VI lo nomina vescovo titolare di Giubalziana e vescovo ausiliare di Augusta; riceve l'ordinazione episcopale il 25 marzo successivo nella cattedrale di Augusta dal vescovo Josef Stimpfle (poi arcivescovo), coconsacranti i vescovi Anthony Hofmann, Rudolf Graber, Platon Volodyslav Kornyljak e Antanas Louis Deksnys.
Il 16 giugno 1982 papa Giovanni Paolo II lo nomina vescovo di Ratisbona; fa il suo ingresso in diocesi il 18 settembre successivo.
Durante la sua permanenza nella diocesi di Ratisbona è membro della Conferenza episcopale di Frisinga, che riunisce i vescovi bavaresi; gli stanno particolarmente a cuore le questioni scolastiche, per esempio l'approvazione dei libri nell'istruzione religiosa bavarese. Dal 1983 fa parte del Consiglio di amministrazione della scuola cattolica per la Baviera. Nel 1985 il cardinale Maximilien de Fürstenberg lo fregia del titolo onorifico di commendatore con placca dell'Ordine equestre del Santo Sepolcro di Gerusalemme e, l'11 maggio dello stesso anno, il cardinale Franz Hengsbach lo fregia del titolo onorifico di croce al merito di I classe dell'Ordine al merito di Germania. È anche insignito del titolo di cavaliere dell'Ordine al merito bavarese. Per due volte, nel 1972 e dal 1982 al 1992, è presidente della Commissione di scienza e di cultura. Dal 1981 al 1986 è membro della Commissione giornalistica. Dal 1978 al 1987 è presidente della giuria per la consegna del premio giovanile e, dal 1982 al 1986, è presidente del consiglio dell'OIEC (Catholic International Education Office), la Federazione mondiale delle scuole cattoliche. Nel 1991 diventa presidente della Commissione per l'educazione e la scuola della Conferenza episcopale tedesca. È estremamente contrario alla costruzione dell'impianto di ritrattamento Wackersdorf. Dopo i cambiamenti politici nella vicina Boemia, egli si impegna a sostenere le diocesi di Praga e Plzeň: a Praga costruisce una chiesa dopo cinquanta anni dall'ultima, e a Plzeň promuove la costruzione della Catholic High School.
Il 15 gennaio 2002 papa Giovanni Paolo II accetta le sue dimissioni per raggiunti limiti di età, presentate al raggiungimento del 75º anno di età; gli succede sulla cattedra di Ratisbona Gerhard Ludwig Müller (poi cardinale).
Muore il 20 maggio 2015 all'età di 88 anni.

## Genealogia episcopale e successione apostolica
La genealogia episcopale è:
- Cardinale Scipione Rebiba
- Cardinale Giulio Antonio Santori
- Cardinale Girolamo Bernerio, O.P.
- Arcivescovo Galeazzo Sanvitale
- Cardinale Ludovico Ludovisi
- Cardinale Luigi Caetani
- Cardinale Ulderico Carpegna
- Cardinale Paluzzo Paluzzi Altieri degli Albertoni
- Papa Benedetto XIII
- Papa Benedetto XIV
- Papa Clemente XIII
- Cardinale Bernardino Giraud
- Cardinale Alessandro Mattei
- Cardinale Pietro Francesco Galleffi
- Cardinale Giacomo Filippo Fransoni
- Arcivescovo Antonio Saverio De Luca
- Arcivescovo Gregor Leonhard Andreas von Scherr, O.S.B.
- Arcivescovo Friedrich Josef von Schreiber
- Vescovo Franz Joseph von Stein
- Arcivescovo Joseph von Schork
- Vescovo Ferdinand von Schlör
- Arcivescovo Johann Jakob von Hauck
- Arcivescovo Joseph Otto Kolb
- Cardinale Julius August Döpfner
- Arcivescovo Josef Stimpfle
- Vescovo Manfred Müller

La successione apostolica è:
- Vescovo Wilhelm Schraml (1986)